# ハッサン・サニー
ハッサン・ビン・アブドゥラー・サニー（Hassan bin Abdullah Sunny、1984年4月2日 - ）は、シンガポールプレミアリーグのアルビレックス新潟シンガポールに所属するサッカー選手。シンガポール代表で、ポジションはGK。

## 経歴
2007年11月のインタビューによると、サッカーを始めたのは10歳の頃で、メイ小学校ではキャプテンを務めていたと言う。その後はブラッデル中学校に進学し、サッカーを続けた。当初のポジションはMFであったが、12歳の時に喘息によってポジションを変更した。サッカーをやっていて最も幸せだった記憶は1999年にハーフウェーラインからゴールを決め、2-1で終わったその試合の決勝点を得た事だとも発言している。
その後、バイハッキ・カイザン、シャーリル・イシャク、カイルル・アムリと共にカイルル・アムリはシンガポールサッカー協会の第一期生となった。
卒業後は、Sリーグに所属し、ゲイラン・ユナイテッドFCやヤング・ライオンズ、タンピネス・ローバースFC等を渡り歩いた。2011年12月には4年間所属し第一ゴールキーパーであったタンピネスを離れ、SAFFCに移籍した。
2014年にはSリーグの年間最優秀選手に選ばれ、これはGKとしては初めての快挙であった。
2015年にはタイ・プレミアリーグのアーミー・ユナイテッドFCに移籍し、サイアム・ネイビーFC戦で初出場を果たし、1-0で白星を勝ち取った。

## 代表歴
ムハンマド・リドファン、バイハッキ・カイザン、シャーリル・イシャクの三人と併せてシンガポール協会ユースの四ギャングと称される彼は、代表でも彼らと共に活躍している。その彼のシンガポール代表のデビューは、2004年2月18日のインド代表戦である。
2003年の東南アジア競技大会にも出場し、彼はこの時のU-23代表のゴールを守った。その代表のユニフォームに袖を通して初めて現れたのは2003年8月であり、レザル・ハッサンとハーフタイムで交代する形でU-23日本代表戦でデビューを果たした。
代表でも定位置を確保したものの、ライオネル・ルイスの控えとしてであった。しかし、2007年のムルデカ大会でのルイスの活躍が思わしくなかったため、UAE代表との親善試合では落選し、ヤスパー・チャンがルイスの代わりに呼ばれ、彼は活躍の機会を得た。また、同年の東南アジア競技大会では銅メダルの獲得に貢献している。
サウジアラビア代表戦では非常に良いパフォーマンスを見せたハッサンだったが、シンガポールはこの試合に2-0で敗北した。
2008年7月28日、U-23ブラジル代表戦では前半のゴールキーパーとして活躍し、ジエゴやアレシャンドレ・パトのシュートを止めている。
2014年11月30日の東南アジアサッカー選手権のマレーシア代表戦ではカウンターされた時にハッサンが自陣に戻りきれなかったため攻撃を守りきれず、物議を醸した。これによって1-2で負けていたシンガポールは更に1点を失い、その1-3の結果はマレーシアのファンによってパロディ化された。

## タイトル

### クラブ
ウォリアーズFC
- Sリーグ: 2014

ライオン・シティ・セーラーズFC
- シンガポールプレミアリーグ: 2021

### 代表
シンガポール
- 東南アジアサッカー選手権: 2004, 2007
- 東南アジア競技大会: 銅メダル - 2007

### 個人
- Sリーグ年間最優秀選手: 2014[4]